# Folketingswahl 1943
- A: 66
- B: 13
- E: 2
- Sonst.: 1
- D: 28
- C: 31
- R: 3
- F: 2
- N: 3

Die Folketingswahl 1943 am 23. März war die 42. Wahl zum Folketing, der zweiten Kammer des dänischen Parlaments. Ausgeschrieben wurde die Wahl am 8. März desselben Jahres. Es war die einzige Folketingswahl während des Zweiten Weltkriegs und der Besatzung durch das Deutsche Reich. Die mit der deutschen Besatzungsmacht kooperierende Regierung Scavenius, die bereits seit 1942 im Amt war und an der alle vier großen Parteien beteiligt waren, wurde auch nach der Wahl fortgeführt.

## Wahlmodus
Wahlberechtigt zur Folketingswahl waren alle dänischen Staatsbürger, die das 25. Lebensjahr vollendet hatten und einen Wohnsitz in Dänemark besaßen. Ein Mandat wurde auf den Färöern verteilt, 148 Mandate wurden im übrigen Dänemark in einer Verhältniswahl vergeben. Dabei wurden zunächst 117 so genannte Wahlkreismandate (kredsmandater) auf die 23 Groß- und Amtskreise (stor- og amtskredse) aufgetrennt und dort nach dem regionalen Stimmverhältnis verteilt. Anschließend wurden landesweit nochmals weitere 31 Ausgleichsmandate (tillægsmandater) ausgegeben, um den Stimmverhältnissen möglichst nahe zu kommen. Für diese Mandatsverteilung kamen jedoch nur Parteien in Betracht, die ein Wahlkreismandat errungen hatten oder in mindestens einem der drei Landesteile die Stimmzahl erreicht haben, die dem Anteil der gültigen Stimmen pro zu vergebendem Mandat entspricht.

## Ergebnisse

### Dänemark
| Partei                                                                                        | Liste              | Stimmen   | Prozent   | ± %       | Sitze     | ± Sitze   |
| --------------------------------------------------------------------------------------------- | ------------------ | --------- | --------- | --------- | --------- | --------- |
| Socialdemokratiet Sozialdemokraten                                                            | A                  | 894.632   | 44,5 %    | +1,6      | 66        | ▲ 2       |
| Det Konservative Folkeparti Konservative                                                      | C                  | 421.523   | 21,0 %    | +3,2      | 31        | ▲ 5       |
| Venstre Liberale Partei                                                                       | D                  | 376.850   | 18,7 %    | +0,5      | 28        | ▼ 2       |
| Det Radikale Venstre Sozialliberale                                                           | B                  | 175.179   | 8,7 %     | −0,8      | 13        | ▼ 1       |
| Dansk samling Dänische Einheit                                                                | R                  | 043.367   | 2,2 %     | +1,7      | 3         | ▲ 3       |
| Danmarks national-socialistiske Arbejder-Parti Dänische Nationalsozialistische Arbeiterpartei | N                  | 043.309   | 2,1 %     | +0,3      | 3         | ▬ 0       |
| Danmarks Retsforbund Gerechtigkeitsbund                                                       | E                  | 031.323   | 1,6 %     | −0,4      | 2         | ▼ 1       |
| Bondepartiet Bauernpartei                                                                     | F                  | 024.572   | 1,2 %     | −1,8      | 2         | ▼ 2       |
| Parteilose                                                                                    | Parteilose         | 000.028   | 0,0 %     | neu       | 0         | –         |
|                                                                                               |                    |           |           |           |           |           |
| Wahlberechtigte                                                                               | Wahlberechtigte    | 2.280.716 | 2.280.716 | 2.280.716 | 2.280.716 | 2.280.716 |
| Abgegebene Stimmen                                                                            | Abgegebene Stimmen | 2.040.583 | 2.040.583 | 2.040.583 | 2.040.583 | 2.040.583 |
| Gültige Stimmen                                                                               | Gültige Stimmen    | 2.010.788 | 2.010.788 | 2.010.788 | 2.010.788 | 2.010.788 |
| Wahlbeteiligung                                                                               | Wahlbeteiligung    | 89,5 %    | 89,5 %    | 89,5 %    | 89,5 %    | 89,5 %    |

### Färöer
Eigentlich hätte den Färöern ebenfalls ein Sitz im Folketing zugestanden. Aufgrund der besonderen Umstände (die Färöer waren britisch besetzt) fanden am ursprünglichen Wahltag jedoch keine Abstimmungen auf den Nordseeinseln statt.